# Jeux du Commonwealth de 2010
Navigation
Édition précédente Édition suivante
Les XIXes Jeux du Commonwealth de 2010 ont eu lieu à Delhi en Inde du 3 au 14 octobre 2010. La cérémonie d'ouverture du 3 octobre s'est déroulée au Jawaharlal Nehru Stadium, site principal de ces Jeux. C'était la première fois qu'ils avaient lieu en Inde et la deuxième fois en Asie, après Kuala Lumpur (Malaisie).
Leur préparation a été critiquée par les médias qui ont mis en cause les pluies abondantes et les inondations, les problèmes d'infrastructures, les retards de construction et l'insuffisance des installations sanitaires dans le village des athlètes, le retrait de sportifs renommés et les accusations de corruption à large échelle. Néanmoins, aucun pays n'a annulé sa participation, les jeux ont commencé à la date prévue et la qualité de la cérémonie d'ouverture a largement contribué à améliorer l'image de la compétition. Plusieurs pays qui s'étaient montrés très réservés sur les préparatifs ont finalement fait l'éloge de l'Inde. Jacques Rogge, président du Comité international olympique, a déclaré que cette réalisation était d'excellent augure pour une future candidature du pays à l'organisation des Jeux olympiques. 
Le lendemain de la cérémonie de clôture, le gouvernement indien a annoncé la formation d'un comité d'enquête sur les accusations de corruption et mauvaise organisation qui avaient entaché leur préparation,. Suresh Kalmadi, président du comité d'organisation, a été arrêté fin avril 2011 sous l'accusation de corruption,.

## Candidature
Les deux candidatures majeures aux Jeux du Commonwealth 2010 étaient celles de Delhi et d'Hamilton (Ontario, Canada). En novembre 2003, lors de l'assemblée générale de la Fédération des Jeux du Commonwealth à Montego Bay (Jamaïque), Delhi a remporté le scrutin par 46 voix contre 22, voyant ainsi sa candidature retenue dès sa première soumission.
L'Inde fait pencher la balance en sa faveur au second tour de l'élection en promettant d'allouer 100 000 US$ à chaque pays participant, ainsi que la restauration, l'hébergement et les transports. Par ailleurs, la réussite des premiers Jeux afro-asiatiques à Hyderabad en 2003 est perçue comme la preuve que l'Inde possède les ressources, les infrastructures et le savoir-faire nécessaires pour accueillir un grand évènement sportif. L'Inde bénéficie en outre du soutien de Latif Butt, ancien vice-président du Conseil olympique asiatique.

## Organisation

### Comité d'organisation
En septembre 2009, constatant que la construction des deux tiers des sites avait pris du retard, le comité d'organisation est réaménagé, avec à sa tête Jarnail Singh, ancien Secrétaire d'état du Gouvernement indien, et Suresh Kalmadi, président de l'Association olympique indienne. Le Business Club of India est créé en octobre 2009 au travers d'un partenariat entre le Comité d'organisation, la Confédération de l'industrie indienne et la Fédération des chambres de commerce et d'industrie indiennes. Il a pour rôle de promouvoir les Jeux du Commonwealth et l'économie indienne au niveau international.

### Coûts
L'estimation du budget initial, réalisée par l'Association olympique indienne en 2003, est de 358 millions de dollars américains. Il est revu à la hausse en 2010 à environ 2,5 milliards de dollars, sans compter les améliorations des infrastructures non sportives telles que l'aéroport, les routes et l'embellissement de la ville. Le magazine Business Today estime le coût total à 6,77 milliards de dollars, ce qui fait des Jeux du Commonwealth de 2010 les plus chers jamais organisés.
Des organisations non gouvernementales, dont le Housing and Land Right Network (HLRN), dénoncent cette dérive budgétaire, craignant que ce soient les basses classes qui soient principalement mises à contribution pour combler le déficit de la ville.

### Problèmes et controverses
Les préparatifs des Jeux du Commonwealth de 2010 sont émaillés de nombreux problèmes tant en matière de délais, d'accidents, de corruption que de sécurité.
L'Inde s'attelle tardivement, début 2008, aux travaux nécessaires au déroulement des Jeux. En septembre 2009, le président de la Fédération des Jeux, Mike Fennell, estime que les retards sont tels qu'ils remettent en question la tenue des compétitions. En juillet 2010, un organisme chargé de veiller à la conformité des installations signale des problèmes de construction et des faux certificats de qualité. Le 21 septembre, une passerelle s'effondre, blessant 27 ouvriers dont 4 grièvement, et le lendemain une partie du faux plafond du stade Jawaharlal Nehru s'affaisse. Ces deux accidents révèlent également les conditions de travail extrêmement pénibles et le peu de sécurité sur les chantiers. Des délégués de plusieurs nations arrivés en avance déclarent que les conditions d'hygiène et sanitaire du village des athlètes sont désastreuses et compromettent leur participation.
Les gaspillages ne sont pas rares ; des équipements sont loués à des tarifs exorbitants alors qu'il aurait été plus avantageux de les acheter. La Commission de surveillance centrale dénombre 16 projets suspects de corruption et de violation de procédure pour une somme d'environ 300 millions d'euros et impliquant les autorités fédérales et locales et des entreprises publiques. Le directeur adjoint du comité d'organisation des jeux, T S Darbari, et un autre responsable du comité, Sanjay Mahendroo, sont renvoyés à la demande du Ministre des sports. Dès la fin des Jeux, le Premier ministre indien, Manmohan Singh, ordonne la constitution d'une commission pour enquêter sur la corruption et les irrégularités.
En février 2010, un groupe islamiste pakistanais affilié à Al-Qaïda menace les sportifs et les spectateurs. Le 19 septembre, une fusillade contre un car de touristes à Delhi blesse deux Taïwanais et le gouvernement australien se dit inquiet. Les autorités indiennes prennent la question très au sérieux et déploient 100 000 policiers dans la capitale.
Par ailleurs, les travaux d'aménagement et d'« embellissement » de la ville amènent les autorités à prendre des mesures fortement critiquées par les défenseurs des droits de l'homme telles que le déplacement forcé vers leur État d'origine d'environ 120 000 mendiants et sans-abris ainsi que la démolition de nombreuses habitations de fortune.

## Infrastructures
Pour accueillir les Jeux du Commonwealth de 2010, Delhi a construit plusieurs équipements sportifs et en a amélioré d'autres. Elle a également bâti un village des athlètes et notablement développé ses infrastructures en général.

### Sites

#### Stades

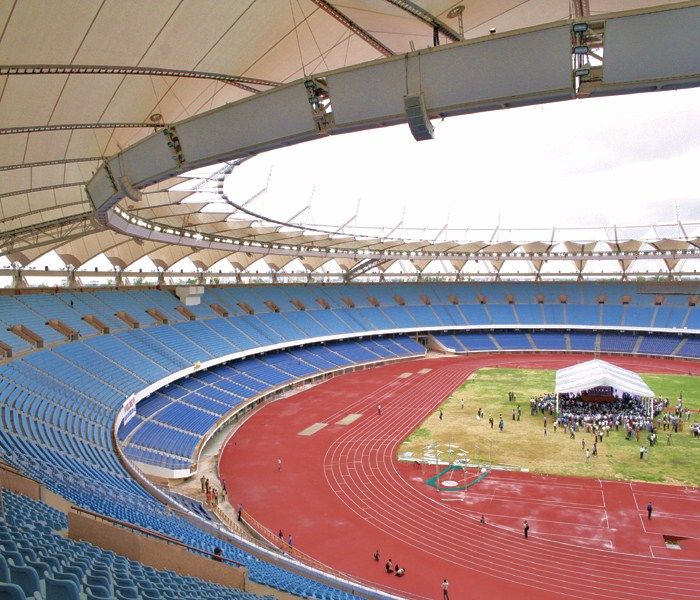
Le Jawaharlal Nehru Stadium agrandi.

Les compétitions sportives se déroulent dans douze sites. Certains sont des constructions nouvelles, tels que le stade de l'Université de Delhi (rugby à sept), le stand de tir Dr Karni Singh, le complexe sportif de Siri Fort (badminton, squash), le complexe sportif Thyagaraj (netball) et le complexe sportif Yamuna (tir à l'arc, tennis de table). D'autres ont été considérablement agrandis et modernisés comme le complexe sportif Indira-Gandhi (cyclisme, gymnastique, catch) ou encore le Jawaharlal Nehru Stadium (athlétisme, boulingrin, haltérophilie) réduit à 60 000 spectateurs. Enfin, certains équipements préexistants sont également utilisés : le CRPF Shooting Range (tir), la piscine Dr S.P. Mukherjee, le stade national Major Dhyan Chand (hockey), le terrain de tennis R.K. Khanna et le stade couvert Talkatora (boxe).
Les athlètes disposent de vingt autres équipements pour leur entraînement.

#### Village des athlètes
Le village assure l'hébergement des sportifs et des délégations officielles du 23 septembre au 18 octobre. Il est situé sur la rive orientale de la Yamuna, à proximité des sites de compétition et d'entraînement, et s'étend sur 63,5 hectares. Il comprend cinq zones : la zone d'hébergement, la zone internationale (services et loisirs), la zone d'entraînement (15 hectares), la restauration et la zone opérationnelle. C'est un espace entièrement non fumeur et totalement accessible aux athlètes handicapés.  La zone d'hébergement est divisée en quatre secteurs dont le style reprend les caractéristiques d'ethnies ou de fêtes traditionnelles indiennes : warli (rouge), gond (bleu), madhubani (vert) et sanjhi (pourpre).
Cependant son achèvement tardif et chaotique a suscité de nombreuses critiques. Il a été qualifié de « répugnant et inhabitable », certains sanitaires étant inutilisables, des portes montées à l'envers et le sol jonché de gravas. Mais le village est nettoyé et terminé à temps pour l'ouverture des jeux.  

### Autres aménagements

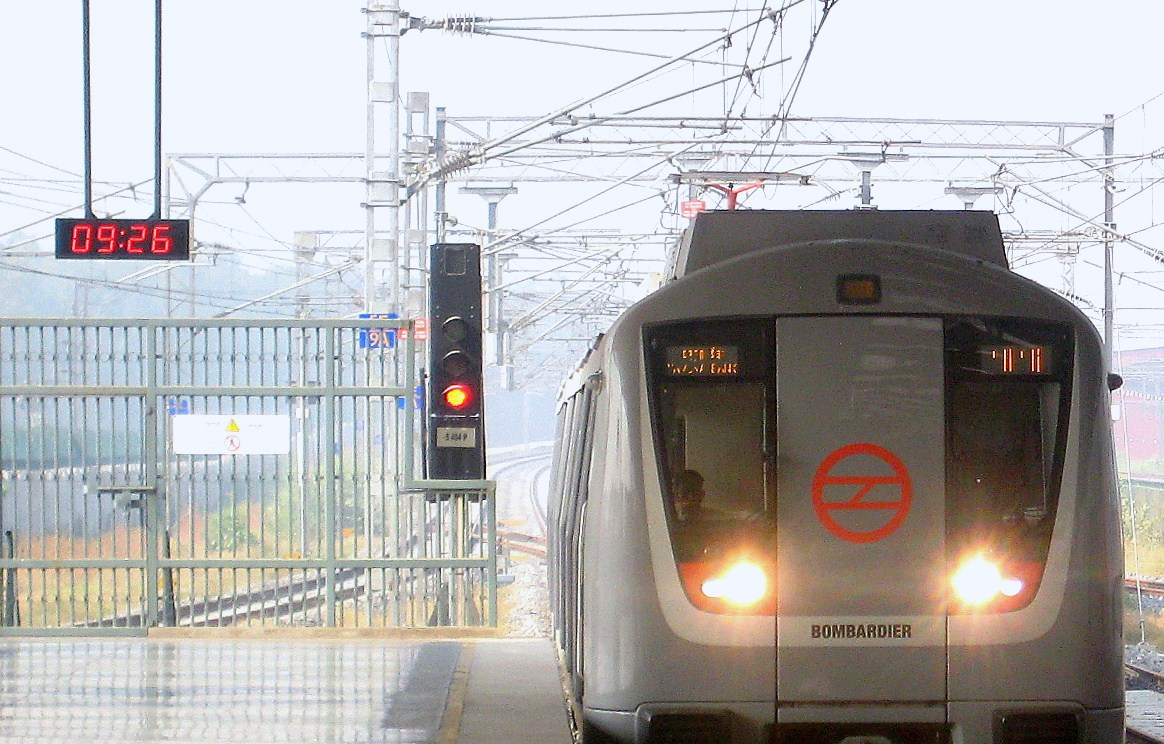
Métro de Delhi

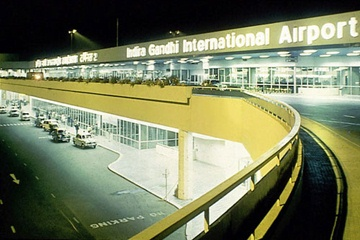
Aéroport international Indira-Gandhi

Pour accueillir de façon satisfaisante les XIXè Jeux du Commonwealth et devenir « une capitale de classe mondiale », Delhi se dote de nouveaux moyens de transport. Le réseau du métro, long de 65 kilomètres, est prolongé de 125 kilomètres. Des bus modernes, à air climatisé, sont achetés. Enfin, l'aéroport international Indira-Gandhi est agrandi par un troisième terminal de grande taille qui accueille les vols intérieurs et internationaux. Le réseau routier est également amélioré par la construction de nouvelles voies, de ponts, de passages souterrains et de passerelles. Des corridors de circulation sont réservés aux participants aux Jeux afin de faciliter leurs déplacements. Pour éviter les habituelles coupures d'électricité, la capacité énergétique de la ville est accrue, passant de 4 000 à 7 000 MW.
La qualité de l'accueil des sportifs et des touristes est également l'objet de l'attention des autorités. Elles organisent des formations à l'apprentissage de l'anglais, mais aussi de la politesse et sur l'emplacement des sites patrimoniaux, à destination des personnes les plus fréquemment en contact avec les visiteurs étrangers : chauffeurs de taxi, serveurs et service d'ordre. Les policiers reçoivent non seulement des cours dans la langue de Shakespeare, mais sont aussi sélectionnés en fonction de leur physique afin de contribuer au « prestige national » selon le commissaire Kewal Singh.

## Symboles

### Queen's baton
Le Queen's baton, équivalent de la flamme olympique, quitte le palais de Buckingham en octobre 2009 pour parcourir les 71 pays participants aux Jeux du Commonwealth au travers d'un relais de 170 000 kilomètres. Il entre en Inde par les villes frontières de Wagah (Pakistan) et Attari (Inde), puis traverse les 28 États indiens à bord de rickshaws, de bus et du métro, pour atteindre Delhi le 30 septembre. La tradition du relais, qui remonte à 1958, lors des jeux de Cardiff, symbolise l'union et la diversité des pays du Commonwealth.
Dessiné par Michael Foley, le bâton mesure 66,4 centimètres de haut, 3,4 centimètres à la base et 8,6 centimètres à son sommet. Il est en aluminium recouvert de terres de différentes couleurs provenant de tout le territoire indien et renferme un coffret orné de pierres précieuses contenant le message de la reine Élisabeth II. Gravé au laser sur une feuille d'or 18 carats, ce message a été lu par le prince Charles lors de la cérémonie d'ouverture.
Le Queen's baton est également un objet technologique. Il est équipé d'une caméra intégrée filmant le voyage ; d'une balise permettant de le suivre en temps réel ; de 71 diodes électroluminescentes, symbolisant les 71 pays participant aux jeux, qui changent de couleur pour composer le drapeau du pays traversé ; et enfin, d'un système de messagerie recevant les encouragements aux athlètes participant au relais.

### Mascotte, slogan, chanson
Shera est la mascotte officielle des Jeux du Commonwealth de 2010. Elle a été conçue par l'agence de design Idiom Design and Consulting, basée à Bangalore. C'est un tigre du Bengale anthropomorphe en costume de sport ; son nom provient du mot Sher, qui signifie tigre en hindi. Le tigre du Bengale est l'animal national de l'Inde. Dans la mythologie hindoue, il est le vahana (la monture) de la déesse Dourga, incarnation de la Shakti (l'énergie dynamique féminine), victorieuse du démon Mahîshâsura. C'est aussi un animal en danger.
Le slogan des jeux est « Come out and play », ce qui signifie Sortez dehors et jouez.
La chanson officielle, basée sur ce slogan, est Jiyo Utho Bado Jeeto (जियो उठो बढ़ो जीतो), composée et interprétée par Allah Rakha Rahman. Elle est en hindi, avec quelques mots en anglais. Dédiée à Gandhi, elle a été présentée le 28 août 2010, avec un succès mitigé. Une version plus courte (2:18 au lieu de 4:16) est sortie le 23 septembre et l'a remplacée comme chanson officielle des jeux.

## Déroulement des Jeux

### Cérémonie d'ouverture

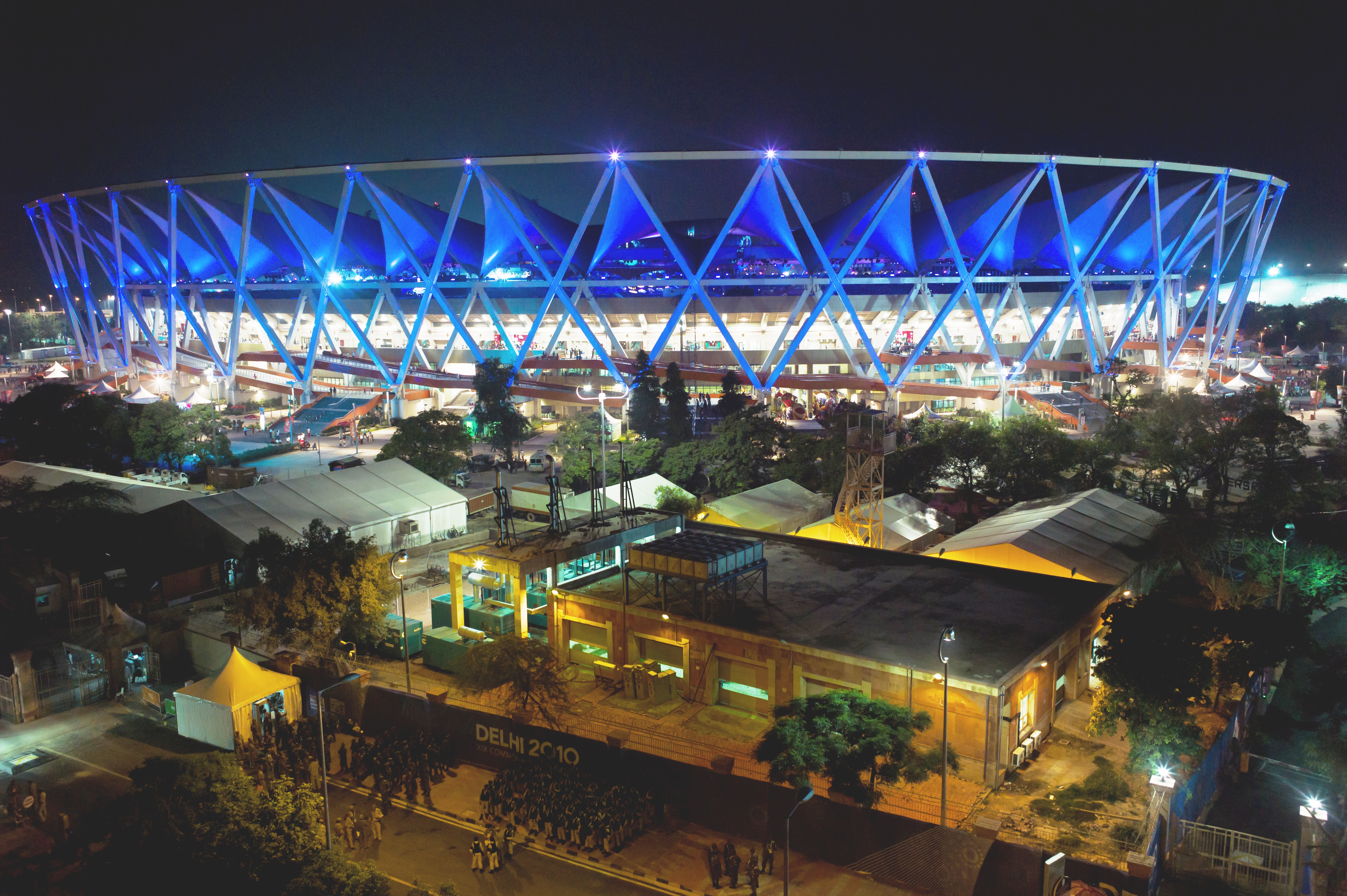
Cérémonie d'ouverture au Jawaharlal Nehru Stadium

La cérémonie d'ouverture des Jeux s'est déroulée le 3 octobre au stade Jawaharlal Nehru, sous la présidence du prince Charles, représentant la reine Élisabeth II absente pour la première fois, et de la présidente de la République indienne, Pratibha Patil.
Environ 60 000 personnes assistent au spectacle qui réunit 7 000 exécutants, dont de nombreux écoliers. Toutes les délégations étrangères sont chaleureusement accueillies mais ce sont les sportifs pakistanais qui recueillent l'ovation la plus enthousiaste, « reçus comme de vieux frères perdus » selon The Times of India. Les chants et les danses très colorés, alliant tradition et modernité, sont vivement appréciés, tout particulièrement Rhytms of India interprété par 800 percussionnistes et AR Rahman, dont l'hymne des Jeux remporte moins de succès que ses chansons Chaya Chaya (Dil Se) et Jai Ho (Slumdog Millionaire) également dans le spectacle.
Outre la présidente de la république, plusieurs personnalités indiennes assistent à la cérémonie : Manmohan Singh, Premier ministre ; Abdul Kalam, ancien président de la république ; Sonia Gandhi, présidente du Parti du Congrès et Sheila Dikshit, ministre en chef de Delhi. Ils sont tous applaudis contrairement à Suresh Kalmadi, président du comité organisateur, hué par le public. Après une série de retards, d'accidents et de scandales, cette cérémonie réussie et sous haute surveillance (100 000 policiers et paramilitaires, avions de combat et hélicoptères) « laisse le public optimiste et rétablit la fierté du pays ».

### Épreuves
Troisième plus grande compétition sportive après les Jeux olympiques et la Coupe du monde de football, les Jeux du Commonwealth de 2010 rassemblent 71 pays et environ 7 000 sportifs pour le partage de 828 médailles. L'Australie domine largement ses rivaux alors que l'Inde (38 médailles d'or) devance de peu l'Angleterre (37 médailles d'or) après une joute serrée, suivies par le Canada. Malgré les stades vides de spectateurs, la confiance dans l'organisation et les installations reprend progressivement et l'attention revient sur les épreuves sportives.
Les Jeux donnent lieu à quelques belles performances sportives telles que le triplé kényan au 800 mètres avec Boaz Lalang, Richard Kiplagat et Abraham Kiplagat ou la victoire au 100 mètres nage libre en 47 s 98 de Brent Hayden, premier nageur de la saison à descendre sous la barre des 48 secondes en maillot (c'est-à-dire sans combinaison).
On remarque l'absence de plusieurs sportifs notables, Usain Bolt, David Rudisha. Certains avancent des raisons de santé, tels Caster Semenya, Mbulaeni Mulaudzi, Christine Ohuruogu et Lisa Dobriskey ; d'autres craignent pour leur sécurité comme Geraint Thomas, Dani Samuels et Phillips Idowu. Enfin, David Sarkisian, Rani Yadav, Oludamola Osayomi, Samuel Okon et Folashade Abugan sont disqualifiés pour dopage tandis que neuf sportifs, dont le lutteur Rajiv Tomar, sont exclus dès le mois de septembre de la délégation indienne pour la même raison.
17 disciplines sont planifiées pour les Jeux du Commonwealth :
| - Athlétisme - Badminton - Boulingrin - Boxe - Cyclisme - Gymnastique | - Haltérophilie - Hockey sur gazon - Lutte - Natation - Netball - Rugby à sept | - Squash - Tennis de table - Tennis - Tir - Tir à l'arc |

### Tableau des médailles
- Pays hôte

| Rang  | Nation         | Or  | Argent | Bronze | Total |
| ----- | -------------- | --- | ------ | ------ | ----- |
| 1     | Australie      | 74  | 55     | 48     | 177   |
| 2     | Inde           | 38  | 27     | 36     | 101   |
| 3     | Angleterre     | 37  | 59     | 46     | 142   |
| 4     | Canada         | 26  | 17     | 32     | 75    |
| 5     | Afrique du Sud | 12  | 11     | 10     | 33    |
| 6     | Kenya          | 12  | 11     | 9      | 32    |
| 7     | Malaisie       | 12  | 10     | 13     | 35    |
| 8     | Singapour      | 11  | 11     | 9      | 31    |
| 9     | Nigeria        | 11  | 10     | 14     | 35    |
| 10    | Écosse         | 9   | 10     | 7      | 26    |
| Total | Total          | 272 | 274    | 282    | 828   |

### Pays participants
| - Afrique du Sud - Angleterre - Anguilla - Antigua-et-Barbuda - Australie - Bahamas - Bangladesh - Barbade - Belize - Bermudes - Botswana - Brunei - Cameroun - Canada - Îles Caïmans - Chypre - Îles Cook - Dominique | - Écosse - Pays de Galles - Gambie - Ghana - Gibraltar - Grenade - Guernesey - Guyana - Inde - Irlande du Nord - Jamaïque - Jersey - Kenya - Kiribati - Lesotho - Malawi - Malaisie - Maldives | - Îles Malouines - Malte - Île de Man - Maurice - Montserrat - Mozambique - Namibie - Nauru - Nigeria - Niue - Île Norfolk - Nouvelle-Zélande - Pakistan - Papouasie-Nouvelle-Guinée - Rwanda - Sainte-Hélène - Saint-Christophe - Sainte-Lucie | - Saint-Vincent-et-les-Grenadines - Îles Salomon - Samoa - Seychelles - Sierra Leone - Singapour - Sri Lanka - Swaziland - Tanzanie - Tonga - Trinité-et-Tobago - Îles Turques-et-Caïques - Tuvalu - Ouganda - Vanuatu - Îles Vierges - Zambie |

Fidji était interdit de Jeux du Commonwealth et le Tokelau n'y participait pas.